# أولاد بن عيسى (بني وكيل)
أولاد بن عيسى هو دُوَّار يقع بجماعة لولجة، إقليم تاونات، جهة فاس مكناس في المملكة المغربية. ينتمي الدوّار لمشيخة بني وكيل التي تضم 21 دوار. يقدر عدد سكانه بـ 93 نسمة حسب الإحصاء الرسمي للسكان والسكنى لسنة 2004.

## روابط خارجية
- البوابة الوطنية للجماعات الترابية
- المندوبية السامية للتخطيط